# Lichtspielhaus
Lichtspielhaus je DVD německé kapely Rammstein. Vyšlo 1. prosince 2003. Je to shrnutí všeho, co Rammstein nahráli.

## Tracklist vidioklipy
1. Du riechst so gut
2. Seemann
3. Rammstein
4. Engel
5. Du hast
6. Du riechst so gut '98
7. Stripped
8. Sonne
9. Links 2 3 4
10. Ich will
11. Mutter
12. Feuer Frei!

## Tracklist live
1. „100 Jahre Rammstein“ Arena, Berlin 1996 (Herzeleid, Seemann)
2. Philipshalle, Düsseldorf 1997 (Spiel mit mir)
3. „Rock am Ring“ Festival, 1998 (Heirate mich, Du hast)
4. „Live aus Berlin“, Wuhlheide 1998 (Sehnsucht)
5. „Big Day Out“ Festival, Sydney 2001 (Weißes Fleisch, Asche zu Asche)
6. Velodrom, Berlin 2001 (Ich will, Links 2 3 4)

## Making of
1. Du hast
2. Du riechst so gut '98
3. Sonne
4. Links 2 3 4
5. Ich will